# Halston Sage
Halston Sage, född 10 maj 1993 är en amerikansk skådespelerska. Hon är känd för sin roll som Lt. Alara Kitan i TV-serien The Orville (2017–2019).
Sage är född och uppvuxen i Los Angeles, Kalifornien. Hon har en yngre bror och en yngre syster.
År 2016 blev hon meddelad i en huvudroll som Alara Kitan i science-fiction-dramaserien The Orville, som hade premiär på Fox den 10 september 2017. Det rapporterades i januari 2019 att Sage hade lämnat rollen i The Orville.
År 2013 dök hon upp i filmerna The Bling Ring och Grown Ups 2. Hon hade en roll i filmen Bad Neighbours och spelade Zac Efron karaktärs flickvän Brooke Shy.
År 2015 fick hon en roll som Kendall i Paramount's Scouts Guide to the Zombie Apocalypse. År 2018 fick hon roll i The Last Summer.

## Filmografi i urval
- 2013 – The Bling Ring
- 2013 – Grown Ups 2
- 2014 – Bad Neighbours
- 2015 – Paper Towns
- 2015 – Goosebumps
- 2015 – Scouts Guide to the Zombie Apocalypse
- 2017–2019 – The Orville (TV-serie) (16 avsnitt)
- 2019 – The Last Summer (film)
- 2019 – X-Men: Dark Phoenix
- 2019 – Prodigal Son (TV-serie) (20 avsnitt)